# Chappes (Puy-de-Dôme)
Chappes ist eine Gemeinde mit 1.609 Einwohnern (Stand: 1. Januar 2022) im zentralfranzösischen Département Puy-de-Dôme in der Region Auvergne-Rhône-Alpes. Die Gemeinde gehört zum Arrondissement Riom und zum Kanton Aigueperse (bis 2015: Kanton Ennezat). Die Einwohner werden Chappadaires genannt.

## Lage
Chappes liegt etwa 14 Kilometer nordöstlich von Clermont-Ferrand am Fluss Bedat. Hier münden die Zuflüsse Gensat uns Maréchot. Umgeben wird Chappes von den Nachbargemeinden Ennezat im Norden, Entraigues im Osten und Nordosten, Chavaroux im Osten und Südosten, Lussat im Süden sowie Saint-Beauzire im Westen.

## Weblinks

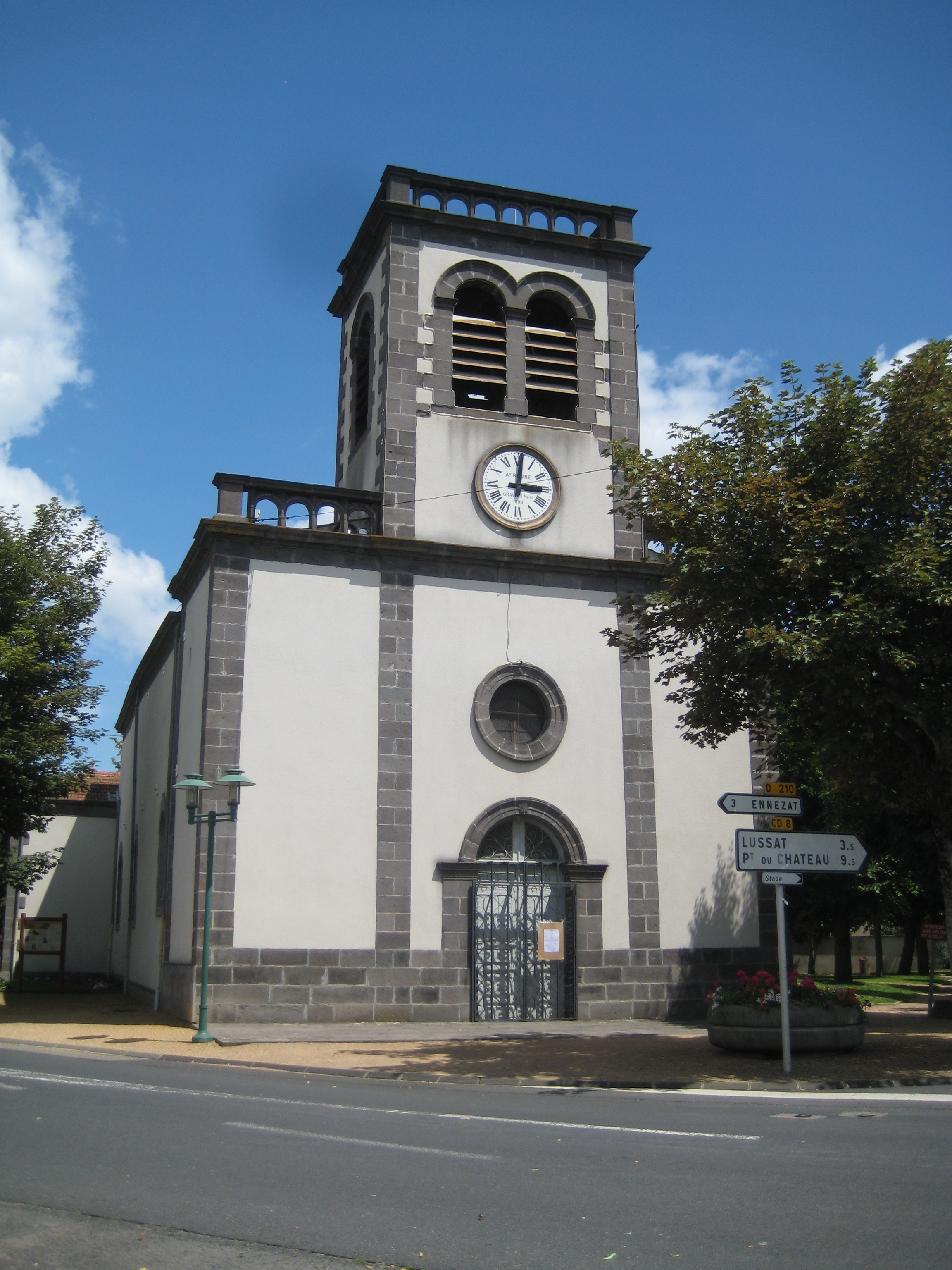
Kirche Saint-François in Chappes

## Bevölkerungsentwicklung
| Jahr                       | 1962 | 1968 | 1975 | 1982 | 1990 | 1999 | 2006 | 2013 |
| Einwohner                  | 551  | 545  | 718  | 802  | 987  | 1158 | 1430 | 1595 |
| Quellen: Cassini und INSEE |      |      |      |      |      |      |      |      |

## Sehenswürdigkeiten
- Kirche Saint-François